# Brie de Meaux

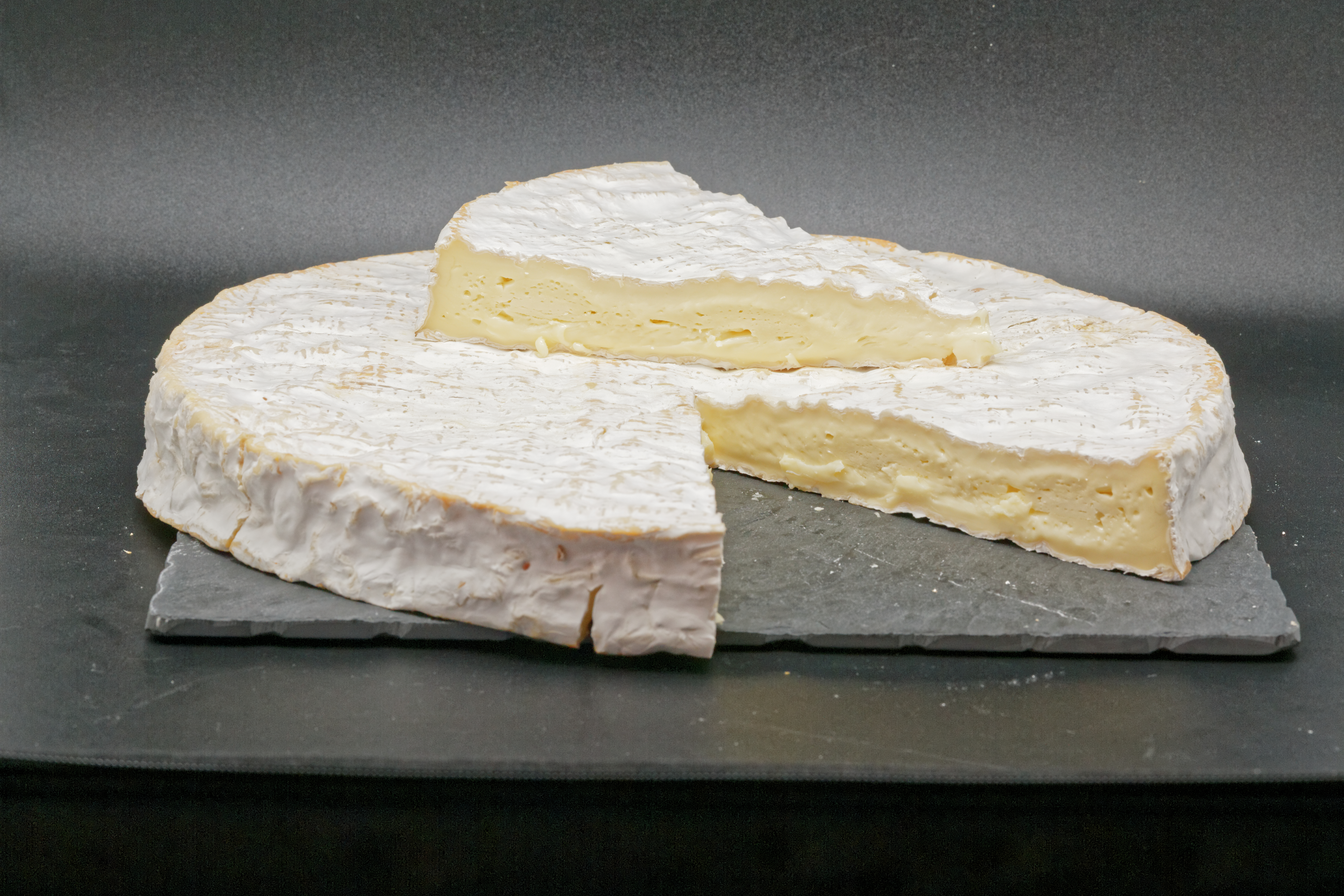
Brie de Meaux

Brie de Meaux este  o brânză franceză cu pasta moale și crustă de mucegai, având formă rotundă, de culoare albă, preparată din lapte crud și integral de vacă. Se produce în regiunea Brie, și în special în orașul Meaux, al cărui nume îl poartă.
Se prezintă sub formă de roată (în franceză roue) cilindrică foarte plată, cu diametrul de 36-37 cm și cu greutatea de 2,6-3,3 kg. Coaja este subțire, albă, acoperită de puf (mucegaiul Penicillium) și prezentă striuri de culoare roșie. Perioada de maturare durează de la 4 până la 8 săptămâni. Pasta este elastică și lucioasă, cu arome tipice de smântână, de unt și de alună. 
Brânza Brie de Meaux face obiectul unei denumiri de origine controlată (AOC) în Franța din anul 1980 și al unei denumiri de origine protejată (AOP) în Uniunea Europeană din 2009. Producția de Brie de Meaux AOP era de 7.000 tone în anul 2005.